# Distinción entre sexo y género
La distinción entre sexo y género, dentro del contexto de los estudios de género, diferencia entre lo biológico y lo cultural. Así, ‘sexo’ se refiere la anatomía del sistema reproductivo y a las características sexuales secundarias, mientras que ‘género’ se usa para los roles sociales basados en el sexo de la persona (rol de género) o la identificación personal (identidad de género).

## Distinción entre sexo y género en el habla cotidiana
La distinción de sexo y género no es universal. En español, sexo y género no son sinónimos, ya que sexo se refiere a una condición orgánica, mientras que género se usa para clasificar personas o cosas con características similares (por ejemplo, el género gramatical, el género en biología o el género artístico). El Diccionario panhispánico de dudas advierte que no debe confundirse el género gramatical con el sexo y que para diferenciar la condición biológica de las personas como masculinas o femeninas debe usarse la palabra sexo, pero es admisible usar género, como una categoría cultural, únicamente dentro del ámbito específico y técnico de los estudios sociológicos. Ahora bien, desde 2014, sin hacer hincapié en un uso técnico, el Diccionario de la lengua española recoge la tercera acepción de género como una categoría sociocultural, pero no biológica, «al que pertenecen los seres humanos de cada sexo».
En el habla ordinaria del inglés, sex y gender son a menudo usadas indistintamente. Algunos diccionarios y disciplinas académicas les dan diferentes definiciones, mientras que otros no. Algunos idiomas, como el alemán o el finlandés, no tienen palabras separadas para sexo y género, y la distinción debe hacerse a través del contexto. En ocasiones, es apropiado usar la palabra inglesa gender.

## Distinción entre sexo y género en el ámbito técnico

### Sexo
«Sexo» tiende actualmente a hacer referencia a diferencias biológicas, mientras que […] [el «género»] se refiere a menudo a diferencias culturales o sociales.

En el Oxford English Dictionary, la palabra «sexo» es una entrada diferenciada de «género»: 
La definición con la que trabaja la OMS (Organización Mundial de la Salud) dice que «“Sexo” se refiere a las características biológicas y fisiológicas que definen a varones y mujeres. […] “macho” y “hembra” son categorías sexuales».
De acuerdo con Nuria Varela, escritora especializada en feminismo y violencia de género, la categoría «sexo» refiere a la biología, a las diferencias físicas/biológicas entre los cuerpos de varones y mujeres.
La Asociación Estadounidense de Psiquiatría, en su Manual diagnóstico y estadístico de trastornos mentales (DSM-5) dice:

[…] sex and sexual refer to the biological indicators of male and female (understood in the context of reproductive capacity), such as in sex chromosomes, gonads, sex hormones, and nonambiguous internal and external genitalia.
[…] sexo y sexual se refieren a los indicadores biológicos de varón y mujer (entendidos en el contexto de la capacidad reproductiva), como son los cromosomas sexuales, las gónadas, las hormonas sexuales y los genitales internos y externos.

### Género
El Oxford English Dictionary define «género» de la siguiente manera:

En su uso moderno (especialmente el feminista): eufemismo para el sexo del ser humano, a menudo con la intención de enfatizar las distinción social y cultural entre los sexos, en oposición a la distinción biológica.

El American Heritage Dictionary lo define como:

Identidad sexual, especialmente en relación con la sociedad o la cultura.
Nota de uso: En la práctica […] muchos antropólogos […] reservan «sexo» para hacer referencia a las categorías biológicas, mientras que usan «género» para referirse a categorías sociales o culturales.

La definición de trabajo utilizada por la OMS (Organización Mundial de la Salud) es:

«Género» se refiere a los roles socialmente construidos, los comportamientos, actividades y atributos que una sociedad dada considera apropiados para los hombres y las mujeres. «Masculino» y «femenino» son categorías de género.

Por su parte, la  Asociación Estadounidense de Psiquiatría, en el DSM-5, separa su definición de género del construccionismo social y señala que no es exclusivamente social:  

[…] gender is used to denote the public (and usually legally recognized) lived role as boy or girl, man or woman, but, in contrast to certain social constructionist theories, biological factors are seen as contributing, in interaction with social and psychological factors, to gender development.
[…] género se usa para denotar el rol público (y normalmente reconocido legalmente) que se vive como chico o chica, hombre o mujer; sin embargo, a diferencia de algunas teorías constructivistas sociales, se considera que los factores biológicos son los que contribuyen, en interacción con los factores sociales y psicológicos, para el desarrollo del género.

La GLAAD (Alianza Gay y Lésbica contra la Difamación, en inglés) hace una distinción entre sexo y género en su más reciente Guía de referencia para medios de comunicación: el sexo sería una clasificación de las personas como masculinas o femeninas en el momento del nacimiento, basada en características corporales biológicas como la dotación cromosómica, las hormonas, los órganos reproductores internos y la genitalidad. En cambio la identidad de género es «la sensación interna, personal, que tiene cada persona acerca de si es un varón o una mujer (o un niño o una niña)».
Algunos filósofos feministas, por ejemplo el trabajo de Shulamith Firestone, mantienen que el género no está en absoluto determinado por el sexo. 
Gayle Rubin utiliza el concepto de «sexo/género» para referirse a que «una serie de componentes biológicos del sexo humano y la procreación son moldeados por la intervención social y humana». En su opinión, las diferencias biológicas son fijas mientras que las diferencias de género son «socialmente impuestas» y son «los resultados opresivos de las intervenciones sociales que dictan como una mujer y un varón deben comportarse». Concluye que el feminismo debería centrarse en crear una «sociedad sin género» (aunque no sin sexo) en dónde el sexo es «irrelevante para lo que uno es, lo que hace y con quién se hace el amor».
Nuria Varela, en su libro Feminismo para principiantes, dice que «género» es la categoría central de la teoría feminista, que dicho concepto hace referencia a «todas las normas, obligaciones, comportamientos, pensamientos, capacidades y hasta carácter que se han exigido que tuvieran las mujeres por ser biológicamente mujeres […], a las normas y conductas asignadas a varones y mujeres en función de su sexo» y que género no es sinónimo de sexo. Es decir, en palabras de Ana de Miguel, el género es «una serie de gestos aprendidos y repetidos […] un principio organizativo fundamental de la vida social y de la conciencia humana» que funciona dentro del patriarcado y está mediado por relaciones jerárquicas entre varones y mujeres; además, si alguien no se rige por él se considera una conducta desviada, por lo que recibe fuertes sanciones.
El concepto de género no pone en duda las diferencias biológicas entre ambos sexos, sin embargo, sí niega que dichas características impliquen distinciones «naturales» en el carácter de varones y mujeres. Lo femenino y lo masculino son categorías sociales que la perspectiva de género estudia para saber cómo se construyen y cómo operan organizacionalmente.

## Importancia de la distinción entre sexo y género
De acuerdo con Ana de Miguel a los varones, como parte de su identidad de género, se les enseñaba que eran superiores a las mujeres, que tenían derecho a ser servidos sin reciprocidad, que eran dominantes y objeto de atención; ellos «como grupo social o “género” tuvieron el poder sobre las mujeres. El poder económico, el poder político y el poder simbólico». En cambio, a las mujeres se las educaba como inferiores, como propiedad de los varones, como si debieran obediencia y respeto a ellos. De manera que se legitimaba la violencia contra la mujer, por su condición de mujer, perpetuada por el varón, por su condición de varón.
Ana de Miguel señala, también, que esta distinción y los estudios sobre el tema son importantes porque 
un déficit fuerte de un sexo en cualquier actividad humana es un indicador de que algún tipo de coacción estructural está determinando su exclusión o su sobrerrepresentación. La desigualdad de género es una cuestión […] de qué carácter humano y qué visión de los fines de la vida se forjan cuando un género coloca a otro a su servicio. La desigualad de género es la escuela sobre la que se ha levantado e interiorizado todo el resto de las desigualdades. No es que sea la desigualdad «más importante», pero sí la que atraviesa todo el resto de desigualdades y, también la más invisible y difícil de constatar y aceptar; la más negada.
Según Laura Ñuño, la violencia causada por los roles de género
es la violación de los derechos humanos más extendida en el mundo. Cada año, entre millón y medio y tres millones de mujeres y niñas pierden la vida como consecuencia de la misma. Naciones Unidas estima que siete de cada diez mujeres sufrirá golpes, violaciones, abusos o mutilaciones a lo largo de su experiencia biográfica. Y, entre aquellas con edades comprendidas entre los 15 y los 44 años, la violencia de género causa más muertes y discapacidades que el cáncer, la malaria, los accidentes de tráfico y los conflictos armados juntos.
Además, Michael S. Kimmel y David Mamet afirman que los varones ponen a la mujer en el lugar más bajo de la escala social, que no la consideran su rival y que por ello buscan probar su hombría para ganarse la aprobación de otros varones, todo ello debido a la construcción social de su identidad de género. Esta concepción de inferioridad que se tiene sobre lo femenino es también la razón de que, por ejemplo, un niño con adornos en el cabello reciba mayores burlas que una niña con el cabello corto.